# 징기스칸 (음식)

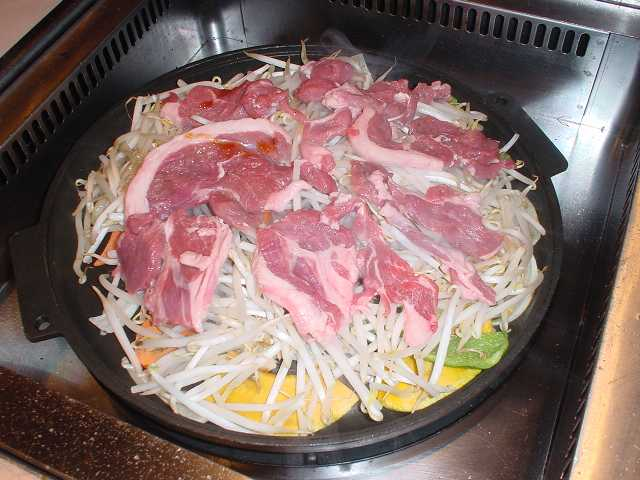
조리전 모습.

징기스칸(일본어: ジンギスカン)은 일본 홋카이도 지방의 양고기 요리로서, 머튼(성체 양고기)과 램(새끼 양고기)을 구워먹는 요리의 일종이다. 한자로는 成吉思汗(성길사한)이라고 표기하기도 한다. 일본에서 기원한 양고기 요리로, 이름은 몽골 제국의 군주 칭기즈 칸의 일본어식 발음에서 유래하였으나 몽골이나 칭기즈 칸과 직접적인 연관은 전혀 없다. 홋카이도 유산의 하나이다.

## 기원
기원에 대해서는 여러 가지 설이 있다. 구 일본군의 군복소재가 양털이었던 까닭에 양털을 대량으로 수입하였으나 1차 세계대전 이후 양털의 수입이 쉽지 않게 되자 홋카이도에 양목장을 설치하면서 자급을 꽤 했던 것이 발단이라고 한다. 이때 양털외에 남는 대량의 늙은 양고기 처리가 문제였는데 본래 육식습관이 없었던 일본은 메이지 유신 이후로 육식을 해야만 유럽인처럼 될 수 있다는 발상으로 속속 일본화한 요리를 개발하고 있었다. 이렇게 양고기는 일본 전통 요리인 나베와 결합하여 요나베(羊鍋)가 되었다. 이 요나베에 징기스칸이라는 이름이 붙게 된 것은 당시 일본의 만주 침략 등과 관련이 있는데 당시 일본의 관변역사학자들은 소위 대륙진출을 정당화하기 위한 목적으로 야마토 민족을 대륙 기마민족의 후손이라고 상정하였으며 따라서 기마민족의 식량인 양과 유럽까지 진격해 들어간 정복군주 칭기즈 칸의 이미지가 맞아떨어져 붙여진 이름으로 보인다. (실제 몽골에 양고기 요리는 있으나 양고기를 불에 직접 구워먹는 요리는 없다.) 문헌상 징기스칸의 최초 출현시기는 1926년이며 징기스칸 요리 전문점은 1936년 도쿄 스기나미구에 세워진 징기스 장(成吉思荘)이 최초다. 이외에 중국 요리 까오얀로(烤羊肉)의 영향을 받았다는 설도 있다.

## 같이 보기
- 뎃판야키
- 야키니쿠